# Peterswald (Adelsgeschlecht)

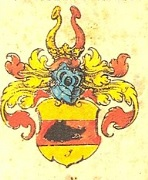
Wappen derer von Peterswald(e) in J. Siebmachers Wappenbuch

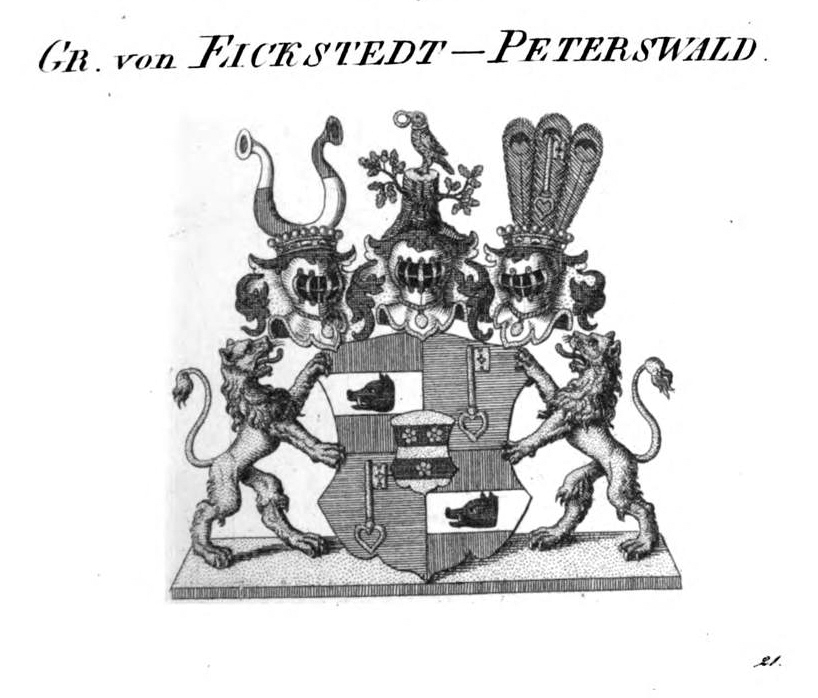
Gemehrtes Wappen der Grafen von Eickstedt-Peterswald

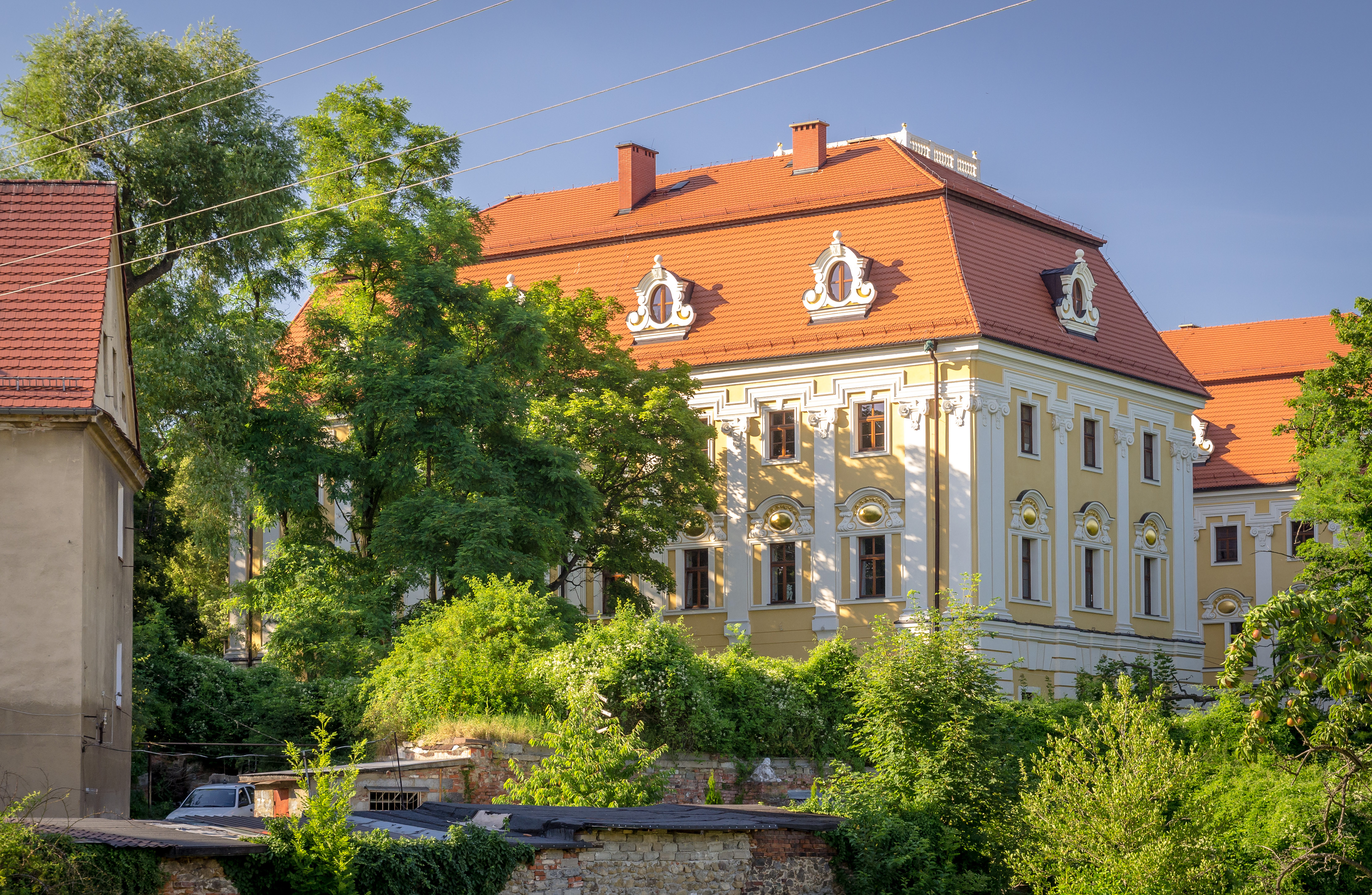
Schloss Peterswaldau

Peterswald(e), auch Peterswaldau, war der Name eines schlesischen Uradelgeschlechts, das 1752 im Mannesstamm erloschen ist. Es bestand eine Wappengemeinschaft zu dem ebenfalls in Niederschlesien ansässigen Uradelsgeschlecht Bri(e)snitz. Die Familie ist zu unterscheiden von den mährischen Peterswaldsky von Peterswalde. 

## Geschichte
Bereits 1292 siegelte der Erbrichter von Frankenstein Hermanni de Levstein mit einem rechtsgekehrten Eberkopf, welcher mit den Peterswald in Verbindung gebracht wird. Das uradelige Geschlecht, welches der Historiker Johann Sinapius zu den ältesten Schlesiens zählte, hatte seinen Stammsitz auf Schloss Peterswaldau in Peterswaldau, einem Ort südwestlich von Reichenbach im Eulengebirge. Erstmals urkundlich erwähnt wurde es 1322 mit Arnold de Peterswald, der 1324 als Herr auf Habendorf auf einer Urkunde des Klosters Kamenz auftritt. 1337 war Heynemann von Peterswald Siegelzeuge. 1453 bekleidete Heinze Peterwalde das Amt des Hauptmanns von Liegnitz. 1457 erwarb Hans von Peterswalde das Gut Schwengfeld bei Schweidnitz. 1581 besaßen Hans und Heinrich von Peterswalde die Güter Esdorf und Schwengfeld. 1620 fungierte Siegmund von Peterswald als Geheimer- und Regierungsrat des Landgrafens von Hessen-Kassel. 1626 besaß Georg von Peterswald das Gut Schwengfeld.
Ein Zweig zog von Schlesien nach Franken und wurde dort in den Ritterkanton Rhön-Werra aufgenommen. Eine jüngere Linie ließ sich später im Königreich Schweden und im Kurfürstentum Braunschweig-Lüneburg nieder. Daraus stammte der königlich-schwedische Major Rudolph Maximilian von Peterswald, Herr auf Reckentin, Werder, Pogelitz und Zottelwitz in Pommern, welcher Elisabeth von Küssow heiratete. Das Geschlecht ist mit deren Sohn, dem königlich-großbritannischen und kurbraunschweig-lüneburgischen Oberstallmeister Carl Friedrich von Peterwald († 1752) im Mannesstamm erloschen. Letzterer setzte in seinem Testament vom 24. Januar 1752 den Sohn seiner Schwester, den königlich-preußischen Staatsrat und Kriegsminister Friedrich Wilhelm von Eickstedt-Peterswald (1703–1772) zum Universalerben ein, worauf dieser Namen und erledigtes Wappen der Peterswald mit seinem eigenen verband. Mit Eleonore Margarethe von Peterwald, verheiratet mit Richard Heinrich von Flemming, Herr auf Benz, erlosch auch die weibliche Linie.

## Besitzungen (Auswahl)
- In Schlesien: Briesnitz, Esdorf, Gräditz, Habendorf, Jakobsdorf, Klinkenhaus, Proboschütz, Schwengfeld
- In Pommern: Pogelitz, Reckentin, Werder, Zottelwitz[7]

## Wappen
- Blasonierung des Stammwappens: In Gold ein roter Balken, mit einem schwarzen rechtsgekehrten Eberkopf belegt.[8] Auf dem gekrönten Helm mit rot-goldenen Helmdecken zwei Büffelhörner, das rechte Horn golden, das linke rot.